# Absolute Games
Absolute Games (сокращенно AG.ru или AG) — российский интернет-портал, веб-сайт, посвящённый компьютерным играм и индустрии компьютерных игр, один из старейших в Рунете. Пользовался большой популярностью в 2000-е, когда на сайте публиковались рецензии на игры и игровые новости. После смены владельца и ухода команды в 2012 году пришёл в упадок, а с 2016 года не обновлялся вовсе. С 2019 года на домене AG.ru вместо прежнего издания действует русская версия сайта RAWG.

## История

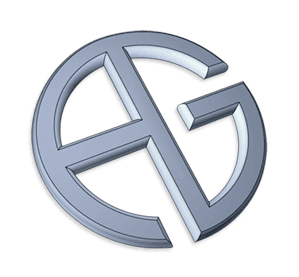
Логотип старой версии сайта Absolute Games.

### Ранняя история
Сайт появился в апреле 1998 года после объединения усилий двух людей — Вячеслава Голованова (SLY) и Андрея Шевченко (Zombiek), купивших домен ag.ru.
Первая рецензия на сайте была опубликована 8 мая 1998 года.
В 2001 Вячеслав Голованов ушёл из проекта. Наиболее значительными авторами статей на сайте являлись в разное время Дмитрий Чернов (Баба Нина, Ыйцо), Денис Давыдов (wOrm), Дмитрий Ицко (Crazy Sid), [Александр Григорьев], Александр Кузьменко (Comrad), Михаил Калинченков (Redguard — главный редактор сайта), Владимир Горячев (Nomad — зам. главного редактора, ведущий раздела новостей и базы GEO, рецензент), Константин Фомин (Бобик — рецензент и новостник), Михаил Хромов (Xirurg — рецензент), Игорь Артёмов (Afex Tween — рецензент).
С апреля 2000 года сайт Absolute Games входит в состав Golden Telecom. 13 мая 2008 года компании IT Territory, Golden Telecom и сайт Absolute Games объявили о запуске новой игровой площадки Battles.ru. Этот портал, как отмечают разработчики, рассчитан на широкую интернет-аудиторию. Здесь представлены онлайновые многопользовательские и Casual проекты от IT Territory, а также новости от Absolute Games. «Учитывая популярность Absolute Games, и опыт разработчиков IT-Territory, можно предположить, что популярность Battles вырастет на порядок. Проект может войти в десятку самых популярных игровых сайтов», — прокомментировал это событие Леонид Делицын, аналитик компании «Финам».
С декабря 2008 года проект перешел с описания исключительно ПК-эксклюзивных компьютерных игр на мультиплатформенность, добавив в свою базу игры с консолей PlayStation 3, Xbox 360, Nintendo Wii и т. д.

### Смена собственника и команды
15 декабря 2011 года компания Rambler приобрела AG.ru. Сайт стал частью Kanobu Network, которую Rambler приобрёл ранее. Как рассказывал позже руководивший покупкой Гаджи Махтиев, сайт в тот момент уже находился на грани закрытия из-за смены менеджмента «Вымпелком»:

вымпелком готов был закрывать аг в конце 2011 года, потому что непрофильный актив. условием с их стороны было «или покупаете до 15.12.2011 или уже не приходите, потому что мы его закроем»
— Гаджи Махтиев
29 ноября 2012 года тогдашняя команда сайта ag.ru в полном составе покинула проект. По их словам, было связано с решением руководства Kanobu Network о снижении зарплатного фонда внештатных авторов на 50 % сроком примерно до марта следующего (2013) года. По словам автора AG.ru Константина Фомина, зарплаты в AG.ru были ниже, чем в Канобу. Махтиев, в свою очередь, рассказывал, что команда во главе с Андреем Шевченко требовала от него увеличения зарплат, которое он посчитал неадекватным шантажом.
В тот же день экс-команда ag.ru создала новый сайт, позднее получивший название Riot Pixels. AG.ru продолжил работу с новой командой, но его посещаемость начала снижаться.

### Закрытие
После выхода Канобу из состава Rambler в 2015 году AG.ru пришёл в упадок, прекратил работу подсайт Grand Theft AG. С декабря 2016 года сайт более не обновляется, последняя рецензия на игру (The Order 1886) была выпущена 1 марта 2015 года, последняя новость датирована 27 декабря 2016 года.
В декабре 2017 года Гаджи Махтиев объявил, что готов продать AG.ru за 30 миллионов рублей. Желающих не нашлось, в прессе цену называли завышенной. Тогда же было объявлено, что компания отказывается от развития AG.ru в сторону «IMDb для игр», так как создаёт новый проект той же направленности — RAWG.
15 октября 2018 года был закрыт и удалён из сети форум AG.ru, его поддомен стал перенаправлять на Канобу.
В августе 2019 года владельцы запустили на домене AG.ru русскую версию рекомендательного сервиса RAWG (сохранив за ней название и логотип AG.ru). Содержимое старого сайта было сохранено как «музей» AG.ru.

## Рейтинги
По рейтингу компании Alexa Internet в 2009 году сайт Absolute Games был самым популярным сайтом в рунете в категории «Компьютерные игры: новости и обзоры». Во время подведения итогов «Премии Рунета — 2005» сайт Absolute Games занял 17 место среди сайтов, оказавших максимальное влияние на развитие Рунета в 2005 году.